# Pratt & Whitney Wasp
Pratt & Whitney Wasp (von engl. „Wespe“) ist die Bezeichnung für eine Flugmotorenfamilie des US-amerikanischen Herstellers Pratt & Whitney, die von 1925 bis 1960 gefertigt wurden. Von den luftgekühlten Sternmotoren wurden zusammengerechnet rund 400.000 Stück in diversen Versionen gebaut, davon allein fast 300.000 von den beiden Typen R-1830 und R-2800. 

## Modelle
- R-1340 Wasp
- R-985 Wasp Junior

- R-1690 Hornet
- R-1830 Twin Wasp
- R-1535 Twin Wasp Junior
- R-2000 Twin Wasp
- R-2180E Twin Wasp
- R-2800 Double Wasp
- R-4360 Wasp Major

Anmerkung: Die Bezeichnung beschreibt Motorenbauart und Hubraum. "R" steht für "radial" (radial engine = Sternmotor), gefolgt von einer Zahl, die die Größe des Hubraums in Kubikzoll angibt. Ein Kubikzoll entspricht 16,387064 cm³, somit hat der größte Motor mit 4360 Kubikzoll einen Hubraum von 71,25 Liter.